# لویی پره
لویی پره (فرانسوی: Louis Perrée‎; ۲۵ مارس ۱۸۷۱ – ۱ مارس ۱۹۲۴) شمشیرباز اهل فرانسه بود.